# Saint Bernard Parish
Saint Bernard Parish (franska: Paroisse de Paroisse de Saint-Bernard) är ett administrativt område, parish, i delstaten Louisiana, USA. År 2010 hade området 35 897 invånare. Den administrativa huvudorten är Chalmette.

## Geografi
Enligt United States Census Bureau så har countyt en total area på 11 929 km². 3 118 av den arean är land och 8 912 km² är vatten.  

### Angränsande områden
- Mississippifloden - söder and väster
- Mexikanska golfen - öster
- Plaquemines Parish - söder
- Orleans Parish - väster and nordväst